# Oberea elongaticollis
Oberea elongaticollis là một loài bọ cánh cứng trong họ Cerambycidae.